# Rhipidia diploclada
Rhipidia diploclada là một loài ruồi trong họ Limoniidae. Chúng phân bố ở miền Australasia.